# Simejis
Simejis (ukrainisch Сімеїз; russisch Симеиз Simeis) ist eine Siedlung städtischen Typs auf der Halbinsel Krim.

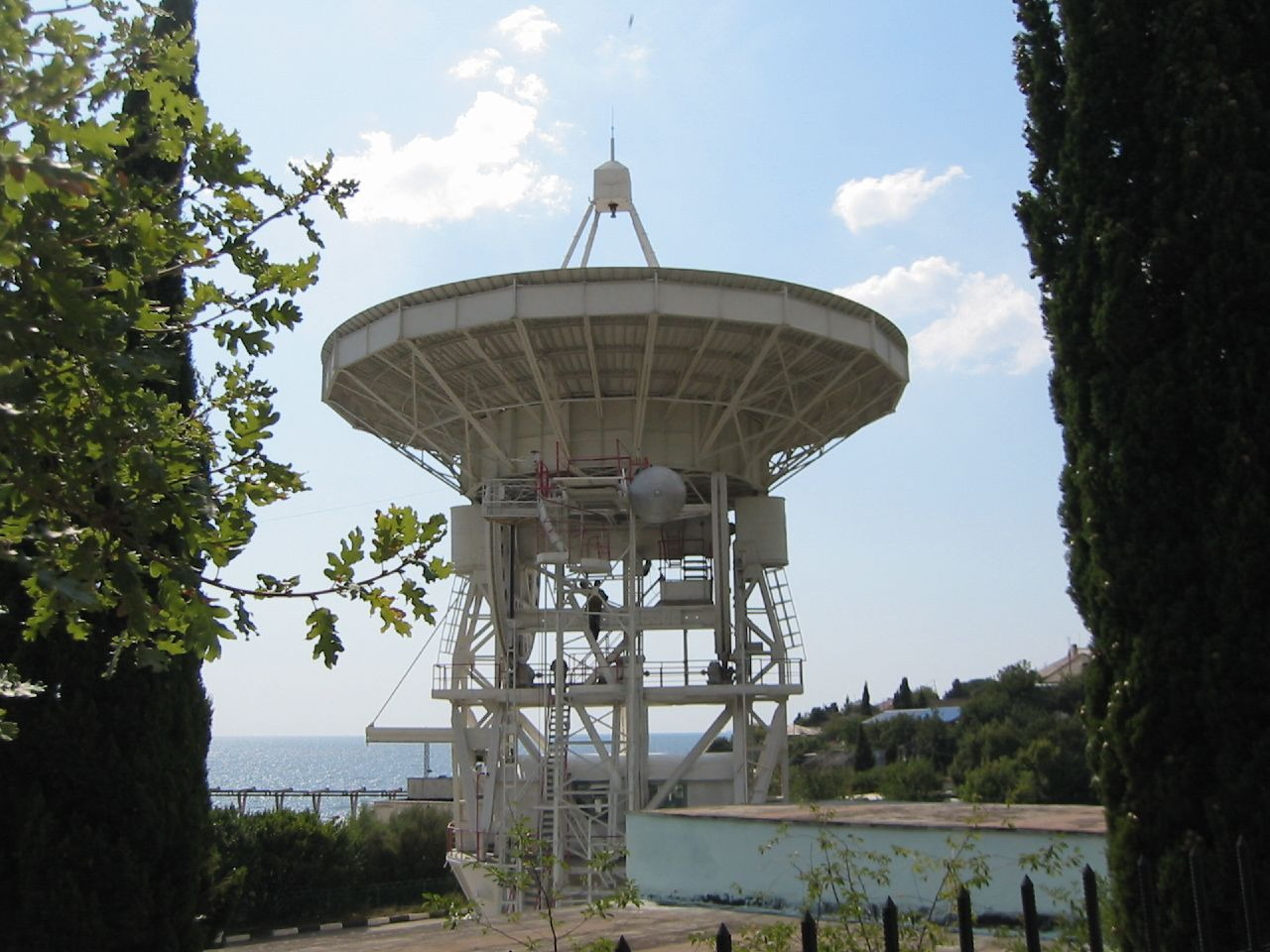
Radioteleskop des Krim-Observatoriums nordwestlich von Simejis

## Geografie
Der Ort liegt direkt am Schwarzen Meer im Südosten der Krim. Zusammen mit den fünf Siedlungen städtischen Typs Berehowe (Берегове), Holuba Satoka (Голуба Затока), Kaziweli (Кацівелі), Parkowe (Паркове) und Ponysiwka (Понизівка) sowie dem Dorf Opolsnewe (Оползневе) bildet Simejis die gleichnamige Siedlungsratsgemeinde.

## Geschichte
In der näheren Umgebung gibt es Dolmen und Befestigungsanlagen, die bis ins frühe Mittelalter datiert sind. Zu diesem Zeitpunkt wurde das Gebiet vom byzantinischen Reich kontrolliert. Ein damaliges Kloster kann der Stadt den heutigen Namen gegeben haben. Als das byzantinische Reich sich nach und nach verkleinerte, fiel das Gebiet unter die Kontrolle von Genua und gehörte später zum osmanischen Reich. Nach dem Weggang der christlichen Bevölkerung im Jahr 1778 war Stadt fast entvölkert.
1828 übernahm der Unternehmer Iwan Akimowitsch Malzow die Stadt und erweiterte diese zu einer Obstplantage. Seine Nachkommen bauten diese mit Parks und Villen-Anlagen zu einem Resort aus. Nach der Oktoberrevolution wurde alles verstaatlicht und Sanatorien für Tuberkulosekranke erbaut. In der Hochsaison 1927 besuchten rund 10.000 Personen die Stadt.
Während des Zweiten Weltkrieges wurde die Stadt von den Deutschen besetzt und im April 1944 von der Roten Armee befreit. Bis 1955 erlebte die Stadt einen Neubeginn.